# Irene Lentz
Irene Lentz, född 8 december 1900 i Baker, Montana, död 15 november 1962 i Los Angeles, Kalifornien, var en amerikansk modeskapare som gjorde kostymer till flera filmer från och med år 1933. Hon verkade under namnet Irene.
Lentz gjorde kostymer till ett stort antal filmer, däribland Firman fixar allt, Hämnaren från Alcatraz, Han stannade till frukost och Styv i korken.
Lentz var Oscarsnominerad för bästa kostym två gånger; filmerna var Rik mans dotter (1948) i kategorin svartvita filmer och En röst i dimman (1960) i kategorin färgfilmer.
Lentz begick självmord i Los Angeles genom att hoppa från ett hotellfönster i elfte våningen. Händelsen rapporterades i tidningarna och många trodde felaktigt att självmordet hade ägt rum i New York i och med att hotellet hette Knickerbocker Hotel.